# 몬태나급 전함

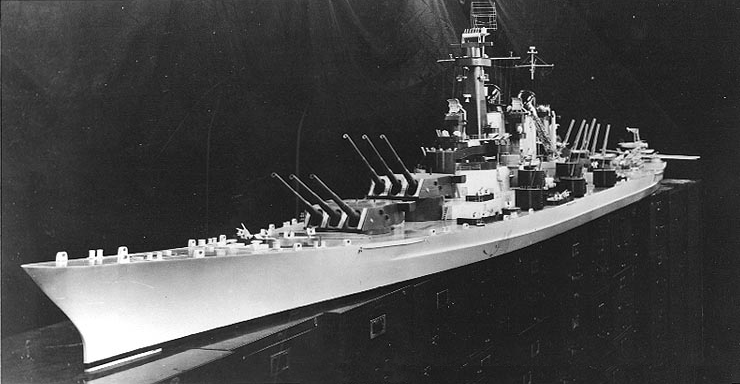
몬태나급의 모형

몬태나급 전함은 미 해군이 계획했던 전함의 함급이다. 아이오와급 전함의 확대개량형으로 완성했다면 일본의 야마토급 전함에 필적할 전함이었다. 1940년 5척의 건조가 승인되었지만 전황, 함선운용의 패러다임이 변화하여 1943년 모두 건조가 취소되었다. 미합중국에서 계획 된 마지막 전함이었다.

## 개요
미 해군은 1940년의 2대양해군(Two ocean navy) 건함계획 아래 5척의 전함건조를 승인했다. 이 5척이 BB-67부터 BB-71로 승인되어 필두함으로 명명된 "몬태나"의 이름을 따서 "몬태나급 전함"으로 총칭했다. 1번함부터 5번함까지의 건조예산은 1940년 7월 19일에 승인되어 9월 9일에는 미국 내 3곳의 조선소에 발주되었다.
몬태나급이 완성되면 미 해군은 17척의 전함을 보유하게 되며 이것은 타국에 대하여 커다란 이점이 될 것이라 생각했다. 또 일본 해군의 신형전함(야마토급)에 대항할 수 있는 함이 될 터였다. 하지만 이미 발주된 다른 전함들의 건조가 우선인데다가 1941년 12월에 일본과의 전쟁이 시작되어 미국이 제2차 세계대전에 참가하자 전국은 항공모함, 양륙함정, 수송선, 잠수함 및 대잠수함용의 각종 호위함정을 긴급히 필요로 하게 되어 몬태나급은 우선도가 떨어졌고 1942년 5월에는 몬태나급의 건조계획에 대해 중단명령이 내려졌다. 그 후 새로운 전함의 필요성은 급속히 약해졌고 1942년 7월 21일에는 1척도 기공되지 않은 채 건조계획은 취소되었다.
1번함인 몬태나의 함명은 1921년의 다니엘즈 플랜으로 계획된 사우스다코타급 전함의 3번함으로 명명될 예정이었는데 이듬해 '워싱턴해군군축조약'으로 건조가 중지되었기 때문에 새롭게 채용한 것이다. 몬태나도 취소되었기에 몬태나주는 미합중국의 48개주(당시) 중 주력함의 이름으로 채택되지 않은 유일한 주가 되었다.
또 대전 중 일본에서도 몬태나급에 관해선 일반적으로 알려져있었으며 야마토급에 관해선 "신조전함"이라고 밖에 얘기를 듣지 못했던 국민들은 커다란 위협으로 받아들였다.

## 설계
기준배수량 60,500톤, 만재배수량 70,000톤 이상의 예정으로 취역한 경우 포레스탈급 항공모함이 취역할 때까지 미 해군 최대의 함이 될 터였다.
주포는 50구경 40.64cm(16인치) 3연장포탑을 4기 12문, 양용포는 신형 54구경 12.7cm(5인치) 연장포를 10기 20문으로 했다. 각부의 장갑은 스스로 탑재한 포에 충분히 대항할 수 있는 장갑을 지니지 못했던 노스캐롤라이나급, 사우스다코타급, 아이오와급과 비교하면 증강되었고 수중방어를 위해 함저는 3중바닥으로 했다. 기관부의 배치는 노스캐롤라이나급에서부터 아이오와급까지의 시프트배치를 바꿔서 콜로라도급 등과 유사하게 기계실의 양현에 보일러실을 늘어놓는 방식을 채용했다. 기관출력은 4축 합계 172000마력으로 중량증가나 함형으로 인해 최고속력은 아이오와급보다도 5노트 저하했지만 사우스다코타급과 같은 28노트를 확보했다. 상부구조물은 아이오와급을 기초로 했고 3번함인 메인에서 함대기함설비, 다른 4함에는 전대기함설비가 설치될 예정이었다.
이 함급의 전폭은 33m를 넘는 37m로 파나마 운하의 통항은 불가능했지만 건조인가에 맞춰 파나마 운하에 새로운 갑문이 건설될 예정이었다. 새 갑문 완성 후에는 몬태나급의 통행이 가능해져서 태평양과 대서양 쌍방으로 운용할 수 있었겠지만 운하의 확장은 전후 취소되었다.
몬태나급은 완성하진 못했지만 그 선체설계는 미드웨이급 항공모함의 설계에 기여했다.

## 동형함
모두 기공전에 건조중지
- 몬태나 (USS Montana BB-67)

조선소:필라델피아 해군공창
- 오하이오 (USS Ohio BB-68)

조선소:필라델피아 해군공창
- 메인 (USS Maine BB-69)

조선소:뉴욕 해군공창
- 뉴 햄프셔 (USS New Hampshire BB-70)

조선소:뉴욕 해군공창
- 루이지애나 (USS Louisiana BB-71)

조선소:노포크 해군공창

## 등장하는 미디어 매체
- 네이비필드

미국 전함의 최종 함선트리에서 등장한다.
```
 월드 오브 워쉽
```

미국 전함의 최종 함선트리에서 등장한다.
```
 Naval front line
```

미국 전함의 최종 함선트리에서 등장한다.
해전 1942
18등급 전설 전함으로 등장한다
미국 전함의 최종 함선트리에서 등장한다
```
배틀 오브 워십
```

## 참고 문헌
- 고에이 《미완성함 명감》
- 가쿠켄 《세계의 전함》역사군상 시리즈 41
- 카이진샤 《세계의 함선》 1990년 1월 증간